# Тутова, Наталья Владимировна
Наталья Владимировна Тутова (7 ноября 1988, Калуга) — российский стрелок из малокалиберного оружия, мастер спорта международного класса по пулевой стрельбе.

## Биография
Родилась 7 ноября 1988 года в Калуге. Воспитанница калужской спортшколы «Многоборец».
Мастер спорта международного класса по пулевой стрельбе (2012). Серебряный призёр Спартакиады молодёжи 2010 года, финалистка Чемпионатов России 2009—2017 годов. Член сборной России с 2010 по 2015 год.
Работает тренером по пулевой стрельбе в Спортивной адаптивной школе сурдлимпийского и паралимпийского резерва «Эверест».